# Food, Inc.
Food, Inc. is een Amerikaanse documentairefilm van Robert Kenner uit 2008. Michael Pollan en Eric Schlosser spreken de voice-over in.

## Inhoud
De film onderzoekt de industriële landbouw en veeteelt in de Verenigde Staten, en komt tot de conclusie dat deze ongezonde producten oplevert, schade berokkent aan het milieu en onrecht doet aan zowel dieren als werknemers. Overheidsorganisaties als het United States Department of Agriculture en de Food and Drug Administration zouden de bevolking moeten beschermen, maar het aantal gevallen van bacteriële infecties als Escherichia coli en problemen met obesitas nemen alleen maar toe.

## Ontvangst
De documentaire had een waardering van 96% op Rotten Tomatoes. Bij de 82ste Oscaruitreiking werd de film genomineerd voor een Academy Award in de categorie beste lange documentaire.